# Reint Hendrik de Vos van Steenwijk (1885-1964)
Reint Hendrik de Vos van Steenwijk (Zwolle, 8 november 1885 - aldaar, 13 juni 1964) was een Nederlandse politicus van de Liberale Staatspartij (LSP), Partij van de Vrijheid (PvdV) en de VVD uit het adellijke geslacht De Vos van Steenwijk.

## Leven en werk
De Vos van Steenwijk was een zoon van de Overijsselse advocaat en latere gedeputeerde Carel de Vos van Steenwijk en Johanna Aleida Engelina van Nes van Meerkerk. Hij studeerde rechtswetenschappen aan de Universiteit Leiden. In 1909 promoveerde hij op stellingen en in 1912 op een dissertatie over de stemplicht. Hij was van 1918 tot 1931 (commies-)griffier van de Tweede Kamer, waarna hij in 1931 Commissaris van de Koningin van Drenthe werd. Daar maakte hij de crisisjaren van de jaren 30 van de twintigste eeuw mee. Hij zette zich in voor industrievestiging, verbetering van de infrastructuur en bevordering van het toerisme in Drenthe.
Tijdens de Tweede Wereldoorlog moest De Vos van Steenwijk aftreden als commissaris van de Koningin en werd hij vervangen door de NSB'er Jan Liebe Bouma. Na de bevrijding keerde hij terug op zijn post en was hij weer Commissaris van de Koningin van 1945 tot 1951.
Van 1951 tot 1963 was hij lid van de Eerste Kamer voor de VVD. Van 1952 tot zijn overlijden in 1964 was hij voorzitter van de Raad van de Waterstaat. De Vos Van Steenwijk trouwde in 1912 met Josina Margaretha van Roijen (1887-1975), dochter van burgemeester mr. dr. Isaac Antoni van Roijen (1859-1938) en lid van de familie Van Roijen. Uit hun huwelijk werden twee dochters en een zoon geboren. Zijn zoon sneuvelde op 10 mei 1940 en overleed aan zijn verwondingen te Driebergen. Hij overleed in 1964 op 78-jarige leeftijd in Zwolle. De Vos van Steenwijk was Grootofficier in de Orde van Oranje-Nassau en Ridder in de Orde van de Nederlandse Leeuw.

## Zie ook

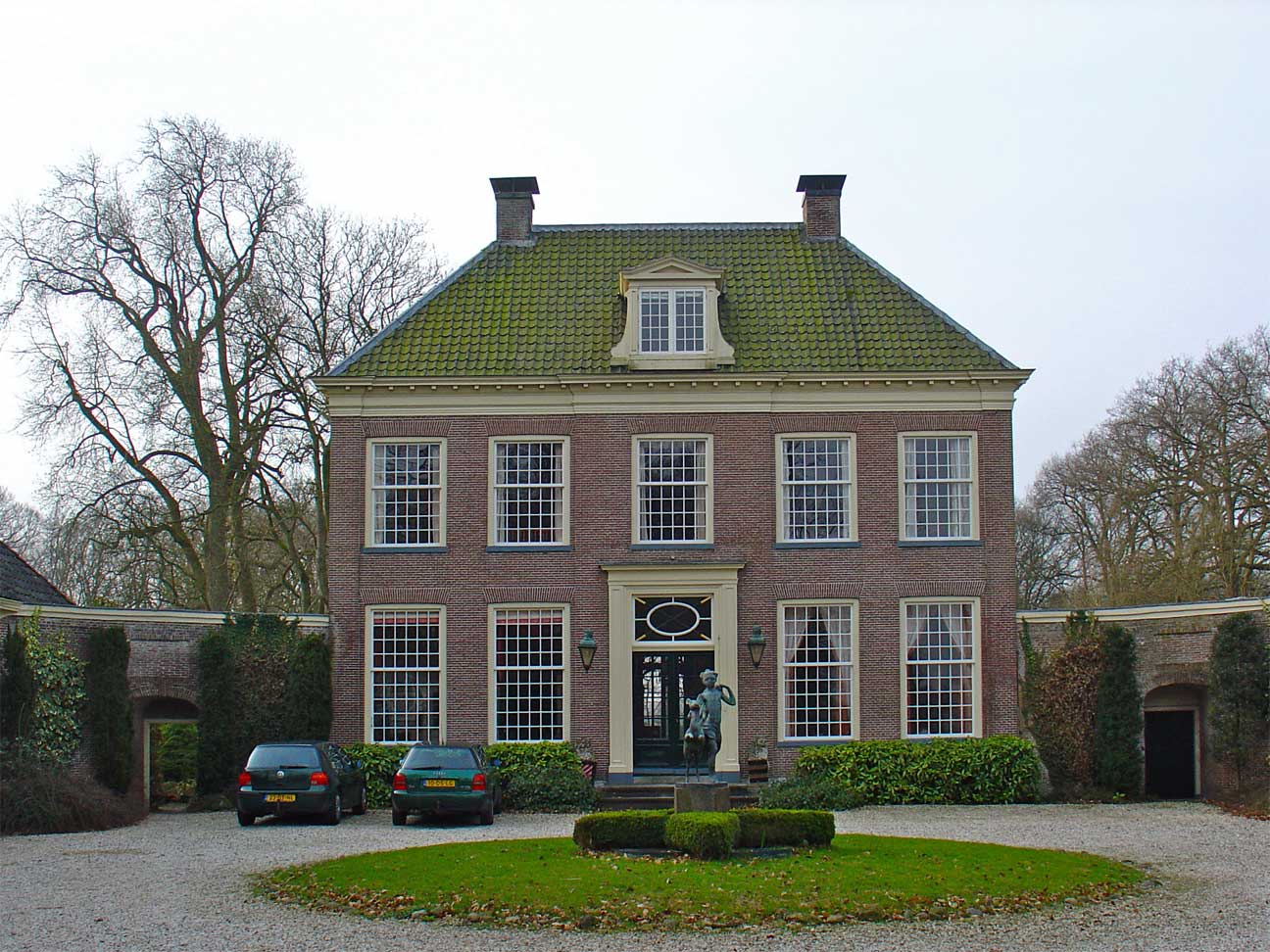
De woning van De Vos van Steenwijk in De Wijk